# دالة غامرة

دالة غامرة (تطبيق غامر) من المجال X إلى المجال المقابل Y. الدالة غامرة لأن كل نقطة من المجال المقابل هي قيمة (f(x بالنسبة إلى نقطة واحدة x على الأقل في المجال.

في الرياضيات، الدالة الغامرة أو الدالة الشاملة (بالإنجليزية: Surjective function) هي دالة يكون مداها مساويا للمجال المقابل.

## تعريف
إذا استخدم المخطط السهمي لتمثيل الدالة، فالدالة الشاملة هي التي يصل إلى كل عنصر في المجال المقابل سهم واحد على الأقل.
بعبارة أخرى، هي دالة يكون فيها كل عنصر من المستقر صورة لعنصر واحد على الأقل من المنطلق (أي كل عنصر من المستقر هو صورة لعنصر أو أكثر من المنطلق).

## أمثلة
- بالنسبة لكل مجموعة X، الدالة المطابقة المعرفة على X هي دالة غامرة.
- الدالة {f : Z → {0,1 المعرفة ب f(n) = n mod 2 ، هي دالة غامرة (أي أن الأعداد الصحيحة الزوجية تُربط بالصفر بينما الأعداد الصحيحة الفردية تربط بالواحد).
- الدالة f(x)=x² المعرفة من {\displaystyle \mathbb {R} } نحو {\displaystyle \mathbb {R} +} هي دالة غامرة.

## خصائص

### التركيب
تركيب دالتين غامرتين عادة ما يكون دالة غامرة.
انظر إلى دالة متباينة.

## معرض صور